# بيل هوبكينز
بيل هوبكينز (بالإنجليزية: Bill Hopkins)‏ هو ملحن وعازف بيانو بريطاني، ولد في 5 يونيو 1943 في تشيشير في المملكة المتحدة، وتوفي في 10 مارس 1981 في تاين ووير في المملكة المتحدة بسبب نوبة قلبية.

## وصلات خارجية
- بيل هوبكينز على موقع ميوزك برينز (الإنجليزية)
- بيل هوبكينز على موقع ديسكوغز (الإنجليزية)